# Coppa Italia 2012-2013 (pallanuoto femminile)
La Coppa Italia 2012-2013 è la seconda edizione del trofeo organizzato dalla FIN.  Come in campo maschile, la competizione ha aperto la stagione 2012-2013 delle squadre di club. Le gare sono iniziate il 20 ottobre 2012 e si sono concluse con la Final Four il 29 e 30 marzo 2013.
I club partecipanti sono i dieci iscritti al campionato di Serie A1. Si disputa una fase preliminare a gironi e in seguito la Final Four, disputata nel Polo Natatorio di Ostia.

## Fase preliminare
Le squadre sono state divise in tre gironi; le prime classificate e la migliore delle seconde hanno avuto accesso alla Final Four.

### Gironi
| Gruppo A                                              |
| sede: Bogliasco (GE) Stadio del Nuoto Gianni Vassallo |
| Bogliasco                                             |
| Imperia                                               |
| Rapallo                                               |

| Gruppo B                                    |
| sede: Padova Centro Sportivo del Plebiscito |
| Bologna                                     |
| Firenze Waterpolo                           |
| Plebiscito Padova                           |
| Roma                                        |

| Gruppo C                              |
| sede: Catania Piscina comunale Zurria |
| Orizzonte CT                          |
| Ortigia                               |
| Messina                               |

### Gruppo A
| Calendario e risultati |         |                     |     |
|                        |         |                     |     |
| 20-10-12               | h 18:00 | Rapallo - Imperia   | 9-7 |
| 21-10-12               | h 11:00 | Imperia - Bogliasco | 9-6 |
| 21-10-12               | h 18:00 | Rapallo - Bogliasco | 8-7 |

|    | Classifica | Pt | G | V | N | P | GF | GS | DR |
| -- | ---------- | -- | - | - | - | - | -- | -- | -- |
| 1. | Rapallo    | 6  | 2 | 2 | 0 | 0 | 17 | 14 | +3 |
| 2. | Imperia    | 3  | 2 | 1 | 0 | 1 | 16 | 15 | +1 |
| 3. | Bogliasco  | 0  | 2 | 0 | 0 | 2 | 13 | 17 | -4 |

### Gruppo B
| Calendario e risultati |         |                      |       |
|                        |         |                      |       |
| 20-10-12               | h 18:00 | Bologna - Firenze    | 7-14  |
| 20-10-12               | h 19:30 | Plebiscito - Roma    | 15-9  |
| 21-10-12               | h 10:00 | Roma - Firenze       | 7-15  |
| 21-10-12               | h 11:30 | Plebiscito - Bologna | 12-12 |
| 21-10-12               | h 15:30 | Bologna - Roma       | 10-8  |
| 21-10-12               | h 17:00 | Plebiscito - Firenze | 8-14  |

|    | Classifica        | Pt | G | V | N | P | GF | GS | DR  |
| -- | ----------------- | -- | - | - | - | - | -- | -- | --- |
| 1. | Firenze Waterpolo | 9  | 3 | 3 | 0 | 0 | 44 | 22 | +22 |
| 2. | Plebiscito Padova | 4  | 3 | 1 | 1 | 1 | 35 | 35 | 0   |
| 3. | Bologna           | 4  | 3 | 1 | 1 | 1 | 29 | 34 | -5  |
| 4. | Roma              | 0  | 3 | 0 | 0 | 3 | 24 | 40 | -16 |

### Gruppo C
| Calendario e risultati |         |                     |       |
|                        |         |                     |       |
| 20-10-12               | h 11:30 | Messina - Ortigia   | 16-10 |
| 20-10-12               | h 18:00 | Ortigia - Orizzonte | 8-18  |
| 21-10-12               | h 11:30 | Orizzonte - Messina | 16-10 |

|    | Classifica   | Pt | G | V | N | P | GF | GS | DR  |
| -- | ------------ | -- | - | - | - | - | -- | -- | --- |
| 1. | Orizzonte CT | 6  | 2 | 2 | 0 | 0 | 34 | 18 | +16 |
| 2. | Messina      | 3  | 2 | 1 | 0 | 1 | 26 | 28 | -2  |
| 3. | Ortigia      | 0  | 2 | 0 | 0 | 2 | 18 | 34 | -16 |

## Final Four
La Final Four si disputa negli impianti del Polo Natatorio di Ostia il 29 e 30 marzo 2013. La miglior seconda, la Plebiscito Padova, è stata determinata dagli scontri diretti disputati nel girone di andata del campionato fra le tre seconde classificate del primo turno di coppa.

### Semifinali
| Arbitri: | De Chiara Ercoli |

|                                       |           |                                                                             |
| 3: Savioli 2: Barzon 1:Rocco, Bosello | Marcatori | 2: Queirolo, S. Criscuolo, Rambaldi 1: Kisteleki, C. Criscuolo, Frassinetti |

| Arbitri: | Gomez Taccini |

|                         |           |                                                                           |
| 4: Toth 1: Lapi, Olimpi | Marcatori | 4: Garibotti 3: Di Mario 2: Perrault 1: Radicchi, Aiello, Palmieri, Dursi |

### Finale 3º posto
| Arbitri: | Taccini Ercoli |

|                                                                         |           |                                           |
| 3: M. Savioli, Motta 2: Barzon 1: I. Savioli, Gibellini, Rocco, Bosello | Marcatori | 4: Toth 2: Lapi 1: Masi, Colaiocco, Bosco |

### Finale
| Arbitri: | Gomez De Chiara |

|                                                       |           |                                                       |
| 3: Cotti 1: Gragnolati, Kisteleki, Queirolo, Rambaldi | Marcatori | 3: Di Mario 2: Marletta 1: Radicchi, Aiello, Palmieri |